# Олексій (Ярошук)
Олексій Ярошук (в миру Олександр Ярошук, польск. Aleksander Jaroszuk, 16 березня 1925 — 24 вересня 1982, Вроцлав) — єпископ Православної церкви Польщі, архієпископ Вроцлавський і Щецинський.

## Біографія
У 1957 році закінчив Варшавську духовну семінарію, а в 1963 році — вищі богословський курси в Християнської богословської академії у Варшаві.
18 жовтня 1964 єпископ Василь Дорошкевич висвятив його на священика.
Служив у Вроцлавсько-Щецинській єпархії в Зимній Воді, Липинах, Тожимі і Міхалові.
22 січня 1970 хіротонізований на єпископа Люблінського, вікарія Вроцлавської єпархії.
26 січня 1970 року призначений тимчасовим керуючим Вроцлавської єпархією.
23 червня 1971 року призначений єпископом Вроцлавським і Щецинським.
У 1971 році до його єпархії була приєднана територія Опольського воєводства.
18 квітня 1982 возведений у сан архієпископа.
Помер 24 вересня 1982.